# Éric Farro
Éric Farro (ur. 26 czerwca 1977 w Saint-Pierre) – francuski i reunioński piłkarz, grający na pozycji pomocnika.

## Kariera piłkarska

### Kariera klubowa
W 1995 rozpoczął karierę piłkarską w klubie USS Tamponnaise. W 2002 roku przeniósł się do JS Saint-Pierroise. Po pół roku powrócił do US Stade Tamponnaise. Kolejne dwa sezony występował w klubach AS Beauvais Oise i ASOA Valence. Na początku 2006 roku ponownie wrócił do US Stade Tamponnaise. Od 2010 bronił barw klubów Saint-Pauloise FC i SS Saint-Louisienne. Na początku 2014 przeszedł do AS Excelsior.

### Kariera reprezentacyjna
W 2003 debiutował w narodowej reprezentacji Reunionu. Łącznie rozegrał 17 meczów i strzelił 9 goli.

## Nagrody i odznaczenia

### Sukcesy klubowe
- mistrz Reunionu: 1999, 2005, 2006, 2007, 2009, 2011, 2012
- zdobywca Pucharu Reunionu: 2000, 2008, 2009, 2010, 2011, 2013, 2014

### Sukcesy reprezentacyjne
- mistrz Igrzysk Oceanu Indyjskiego: 2007
- zdobywca Coupe de l'Outre-Mer: 2008, 2012